# Kasteel Eyckholt

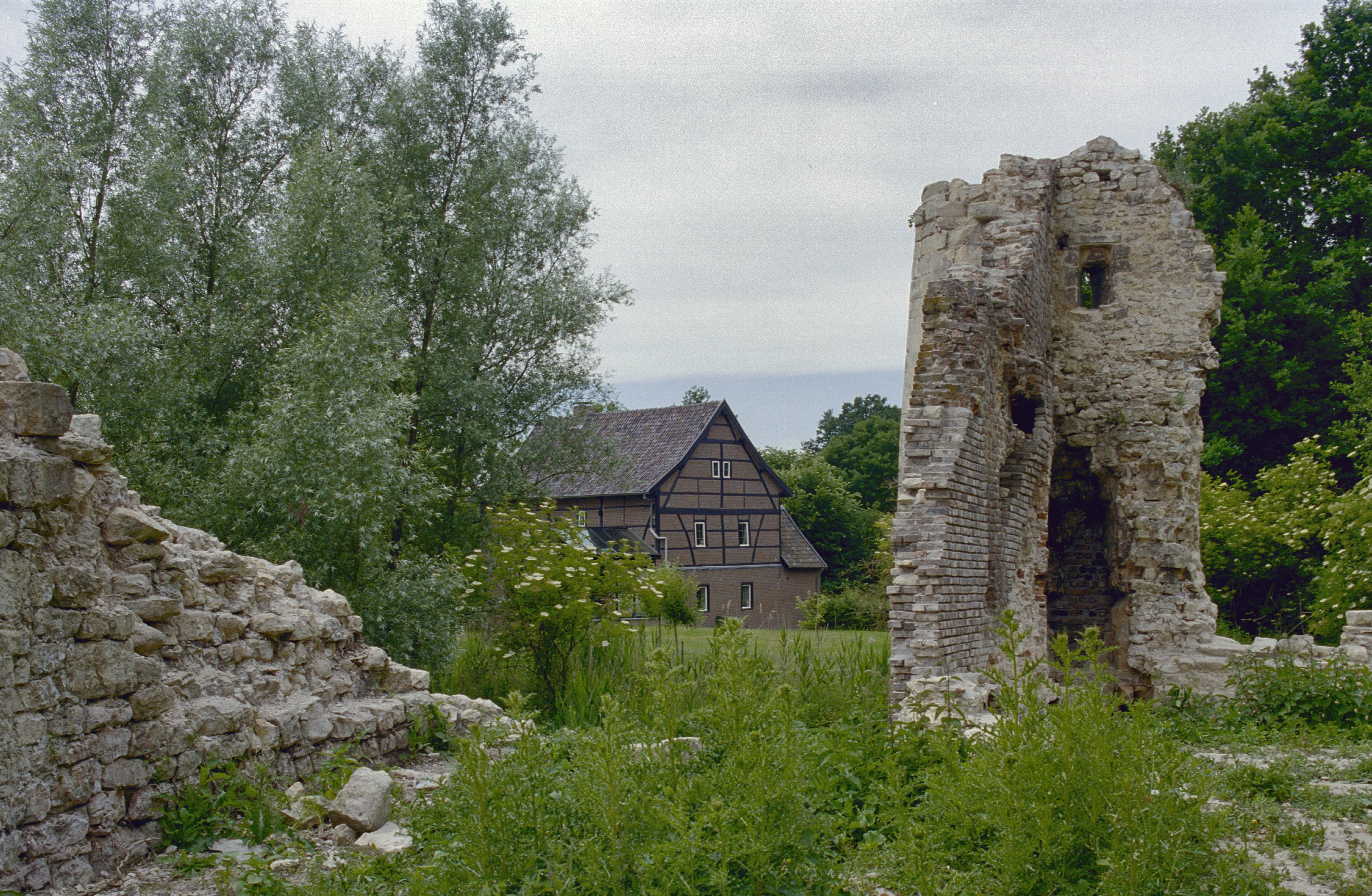
Zicht op een gedeelte van de ruïne

Kasteel Eyckholt, ook wel Eijckholt of Oude Eijkert genoemd, was een kasteel op de noordoever van de Geleenbeek ten westen van Heerlen; tegenwoordig resteert alleen nog een ruïne, in het huidige natuurgebied Terworm.

## Geschiedenis van het kasteel
Het riddergoed Eykholt was een leengoed van het aartsbisdom Keulen en bestond uit een kasteel met bijbehorende hoeve en watermolen.
De eerste vermelding van het kasteel was in een akte uit 1385 toen het eigendom was van de uit Aken afkomstige ridder Gerard van den Eycholtz. Hij behoorde tot het geslacht Van der Lynden genaamd Eycholtz, ook wel Van der Lynden van den Eykholt(z) genoemd.
Een lijst met eigenaren van het kasteel:
| Periode                          | Eigenaar riddergoed |
| -------------------------------- | --- |
| 1385                             | ridder Gerard van den Eycholtz, behorende tot de familie Van der Lynden |
| 14e eeuw - tweede helft 15e eeuw | opvolging door de gelijknamige zoon van ridder Gerard van den Eycholtz, waarna het in bezit blijft van de familie Van der Lynden van den Eyckholt(z) |
| tweede helft 15e eeuw - 1607     | vermoedelijk de hele periode in bezit van de familie van Strijthagen |
| 1607 – 1750                      | door vererving van haar moeder in bezit geraakt van Maria van Eynatten, gehuwd met jonkheer Hendrik von Beulart zu Beulartstein, van het gelijknamig Akens goed. Samen waren zij ook voor een deel eigenaar van De Dries. Na het overlijden van Maria van Eynatten en het kinderloos overlijden van hun zoon Hendrik, ging het goed over naar Hendriks nicht Maria Magdalena von Beulart. Zij was getrouwd met Johan Herman baron van Holthausen. Het goed bleef vervolgens in handen van de familie van Holthausen. |
| 1750 – 1760                      | baron Van der Heyden, genaamd van Belderbusch |
| 1760                             | Het kasteel werd gesloopt |

De laatste eigenaren van het kasteel, de familie Van der Heyden - Belderbusch, waren destijds de eigenaren van kasteel Terworm. De ruïne ging, als onderdeel van het landgoed Terworm, over. In 1917 werd het landgoed verkocht aan de Oranje-Nassaumijnen.

### Eikendermolen
De Eikendermolen wordt voor het eerst in 1468 vermeld. Het gebouw is in vakwerk met bakstenen opgericht.
Omdat de langslopende Geleenbeek niet voldoende water had om de molen aan te drijven, werd ’s nachts via een zogenoemde stuvijver / stuwvijver het water uit de Geleenbeek opgeslagen. Overdag werd dit water gebruikt om de molen aan te drijven.
De in de 20e eeuw drooggelopen vijver werd in 2004 uitgebaggerd.
De molen is in 1975 ontmanteld. In 1973 werd door een brand in de Epense Volmolen de turbine en het gang- en maalwerk verwoest. De toenmalige eigenaar van de Eikendermolen, de Maatschappij Onroerend Goed Oranje-Nassaumijnen te Heerlen, schonk in het kader van het Monumentenjaar 1975 het complete gangwerk en de maalstoel van de Eikendermolen voor gebruik in de Epense Volmolen.

## Ruïne
Nadat de hoeve en bijbehorende schuur in 1736 waren afgebrand, raakte het kasteel steeds verder in verval. Het kasteel was toen al niet meer in gebruik als woonhuis en werd na de brand gebruikt als opslagruimte voor landbouwproducten en akkerbouwgewassen.
Alhoewel na de brand van 1736 een nieuwe hoeve werd gebouwd, is het kasteel nooit onderhouden. Rond 1760 werd het kasteel uiteindelijk afgebroken. De nieuwe hoeve werd in 1925 gesloopt.
Over de jaren raakte het kasteel overwoekerd met planten en kon men de kasteelruïne een tijdlang niet meer zien.
Tegenwoordig is van het kasteel en van de boerderij niet veel meer dan een ruïne over waarvan de toestand slecht is. Alleen het woonhuis van de Eikendermolen is nog in goede staat behouden gebleven.
De ruïne van het kasteel bestaat uit een weermuur, vermoedelijk uit de 13e of 14e eeuw, en een vierkante toren, vermoedelijk uit de 14e eeuw. De toren bestaat uit mergel en uit Kunradersteen. Zowel de ruïne van het kasteel als de hoeve maken onderdeel uit van het natuurgebied van het Landgoed Ter Worm.